# 작은 사랑의 노래 (1986년 영화)
"작은 사랑의 노래"는 1986년에 개봉한 대한민국의 영화이다.

## 캐스팅
- 남기영 : 설희 역
- 김창현 : 용정 역
- 이무정
- 명희